# Famille Duran
Pour les articles homonymes, voir Duran.
La famille Duran (hébreu : דוראן) est originaire de Provence. Ses membres se sont dispersés, par émigrations successives, dans les îles Baléares puis en Algérie.
Ses membres les plus connus sont Shimon ben Tsemah Duran et son fils, Salomon.

## Membres connus de la famille Duran

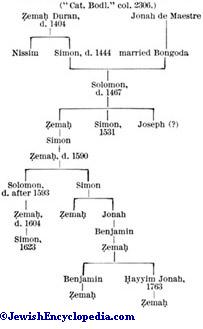
Arbre généalogique des Duran, à partir de Tsemah (Astruc) Duran

- Moshe Duran ou Duram (XIVe siècle), premier membre connu de cette famille, mentionné dans une liste de Juifs de Tarascon. Sa mort (1380) est lamentée dans une élégie d'Abraham Bedersi[1]
- Tsemah Duran, également appelé Astruc, qui a émigré à Palma, puis à Alger, en 1391; il y décède en 1404. Il y a exercé comme prêcheur et semble avoir eu quelques connaissance de médecine et d'astronomie
- Nissim ben Tsemah Duran, fils de précédent, mort à Majorque après 1395
- Shimon ben Tsemah Duran (1361-1444), frère du précédent, l'un des plus importants rabbins de l'histoire de la communauté juive d'Alger
- Shlomo (Salomon) ben Shimon Duran (1400 - 1467), fils et successeur du précédent
- Aaron ben Shlomo ben Shimon Duran (XVe siècle), fils du précédent, dayyan (juge rabbinique) d'Alger. Lui et son frère, Tsemah, vivront pendant un certain temps à Majorque, d'où ils envoient un responsum à une communauté de Constantinople[2] ; son nom, et celui de ses frères Simon et Tzemah sont associés dans des responsa écrits depuis Alger à la communauté d'Oran[3].
- Shimon ben Shlomo Duran, frère du précédent, rabbin à Alger, d. en 1531. Son frère Tsemah et lui sont les auteurs du recueil de responsa intitulé Yakin ouBo'az, et imprimé à Leghorn en 1782. Les cinquante-et-un responsa de la seconde partie sont ceux de Shimon. Neuf de ses élégies existent encore en manuscrit[4]
- Tsemah ben Shlomo Duran, frère des précédents
- Tsemah ben Shimon ben Tsemah Duran (d. en 1590), petit-fils du précédent ; il est l'auteur d'un commentaire sur le chant de Pourim d'Isaac ibn Ghiyyat. Ce poème a été imprimé, avec le texte araméen, dans le Tiferet Israël de son fils, Shlomo ben Tsemah Duran (Roest, Cat. Rosenthal. Bibl., appendice, p. 494 ; Steinschneider, Cat. Bodl. p. 2761).
- Shlomo ben Tsemah Duran (d. après 1593), fils du précédent ; Outre quelques responsa qui ont été ajoutés à la collection de Shimon ben Tsemah Duran, il a écrit un commentaire détaillé sur les Proverbes, paru sous le titre de Hesheq Shlomo (Venise, 1623) et plusieurs travaux publiés collectivement sous le titre de Tiferet Israël (Venise, 1596), qui regroupe six discours sur les sept types de sagesse, un commentaire sur le Livre d'Esther et un traité sur la tempérance
- Hayim Yona ben Tsemah Duran (XVIIIe siècle), a assuré la publication, en 1762-3 à Livourne, de la première partie du Maguen Avot de son ancêtre, Shimon ben Tzemah Duran
- Tsemah ben Shlomo Duran (d. en 1604), talmudiste dont la mort a été pleurée par le poète Abraham Gavison
- Moshe ben Tsemah Duran (XVIIIe siècle), doyen de la communauté livournaise en 1790, a publié une partie du Maguen Avot en 1785, à partir d'un manuscrit en possession de Tsemah ben Benjamin Duran et Tsemah ben Hayim Yona Duran.
- Jonah Duran Rabbin mort le 9 avril 1625. Sa dalle funéraire a été retrouvé près de Toulon [5]. D'après l'abbé Raymond Boyer qui traduisit son épitaphe « « Cette épitaphe nous présente le rabbin Jonah Duran comme descendant d’ancêtres illustres et chef d’une communauté israélite. Elle loue sa foi, sa valeur morale et intellectuelle. Elle nous apprend qu‘il mourut des suites d‘une maladie,(vers 9 et 10 ) le 2 Nisan 5385... Bien qu’elle rende hommage à la science talmudique de Jonah, on ne connaît pas de commentaire rabbinique dont il fut l’auteur. Tout ce qui subsiste de ses écrits est conservé dans la préface du Hesheq Shelomoh (Venise, 1623), commentaire du Livre des Proverbes, composé par son oncle Salomon ben Zemah, rabbin à Alger. Dans cette préface, Jonah fait allusion à la mort prématurée d’un certain Zemah fils  de Salomon Duran. Ce Zemah, décédé en 1604, est le cousin germain de notre Jonah Duran… » [6]

### Autres
- Yitshak ben Moshe Halevi, dit Profiat Duran, philosophe, philologue et controversiste du XIVe siècle. Son lien familial avec les Duran est inconnu.

## Pour approfondir